# Вахнин, Михаил Иванович
Михаил Иванович Вахнин (03.11.1882 — 15.02.1975) — учёный, основоположник советской науки в области железнодорожной автоматики, телемеханики и связи, доктор технических наук, профессор, заслуженный деятель науки и техники РСФСР.

## Биография
В 1910 году окончил Киевский политехнический институт по специальности «инженер-технолог по электростанциям и сетям». Работал надсмотрщиком телеграфа на ст. Жмеринка, затем электротехником, заведующим мастерскими телеграфа в Киеве. В 1918—1922 гг. начальник службы телеграфа Северной железной дороги. В 1922—1928 гг. начальник службы связи и электротехники Южных и Юго-Западных железных дорог.
С 1928 года заведующий отделом СЦБ Центральной лаборатории проводной связи в Ленинграде. Был в командировках в США (1929), Германии и Франции (1935).
С 1936 г. зам. главного инженера, в 1937—1939 гг. главный инженер Центрального управления сигнализации и связи НКПС.
Директор НИИ связи, СЦБ и электрификации НКПС (1940—1942). С 1942 по 1946 год руководил отделением связи ВНИИЖТ. С 1946 г. главный консультант Центрального управления сигнализации МПС.
Возглавлял кафедру сигнализации, централизации и блокировки (СЦБ) и был деканом факультета «Автоматика, телемеханика и связь» Московского электромеханического института инженеров железнодорожного транспорта (МЭМИИТ).
С 1952 года старший научный сотрудник, после выхода на пенсию — снс-консультант Всесоюзного научно-исследовательского института железнодорожного транспорта.
В разные периоды читал лекции по сигнализации, централизации и блокировке в Киевском политехническом институте, ЛЭТИ, Ленинградском институте инженеров железнодорожного транспорта.
Руководил созданием советских систем автоблокировки, электрической и диспетчерской централизации, защиты устройств связи, автоматики и телемеханики от атмосферных перенапряжений и влияния тяговых токов электрифицированных железных дорог.
Во ВНИИЖТ под его руководством был разработан эффективный способ термитно-муфельной сварки стальных проводов при ремонте и эксплуатации воздушных линий связи.
Награждён орденами Ленина, Трудового Красного Знамени, двумя орденами «Знак Почёта», знаком «Почётному железнодорожнику». Заслуженный деятель науки и техники РСФСР.
Похоронен на 4 участке Введенского кладбища.

## Сочинения
- Основания централизации стрелок и сигналов : Руководство для техников обеспечения безопасности движения поездов с 39 табл. черт. / Инж. М. И. Вахнин, нач. сл. связи и электротехники Юго-зап. дорог. — Киев : Юго-зап. дороги, 1923. — 238, VIII с. : табл.; 25 см.
- Электросварка проводов / Инж. М. И. Вахнин. — Киев : [б. и.], 1927. — 64 с. вкл. ил.; 22 см.
- Централизация стрелок и сигналов : (Механическая) : Руководство для техников обеспечения безопасности движения на ж. д. / М. И. Вахнин. — 2-е изд., перераб. — Москва : Транспечать НКПС, 1930 (5 тип. Транспечати НКПС). — 323 с., [1] с. объявл., 1 вкл. л. черт. : ил., черт.; 25x18 см.
- Автоматическая переездная сигнализация [Текст] / М. Вахнин. — Москва ; Ленинград : Гострансиздат, 1932 (Л. : тип. им. т. Лоханкова). — Обл., 60 [2] с., вкл. т. л., 1 с. объявл. : ил.; 15х11 см.
- Автоматическая блокировка [Текст] / М. И. Вахнин. — Ленинград ; Москва : Энергоиздат, 1932 [на обл:1933] (Л. : тип. «Красный печатник»). — Обл., 371 с. : ил.; 23х15 см.
- Устройства СЦБ на железных дорогах [Текст] / М. И. Вахнин. — Москва ; Ленинград : Госжелдориздат, 1933. — 232 с. : ил.; 28 см.
- Как устроены светофоры и как их обслуживать [Текст] / М. И. Вахнин. — [Москва] : изд-во и 5 тип. Трансжелдориздата, 1934. — 48 с., 1 с. «Оглавление» на обл., без т. л. : ил.; 18х13 см.
- Теория рельсовых цепей и их устройство [Текст] : Одобрено Цопкадром НКПС в качестве учеб. пособия для втузов ж.-д. транспорта / М. И. Вахнин. — Москва : изд-во и 5 тип. Трансжелдориздата, 1934. — Переплет, 177, [3] с. : ил.; 23х16 см.
- Сборник задач по СЦБ [Текст] : Одобрено Цопкадром НКПС в качестве учеб. пособия для втузов ж.-д. транспорта / М. И. Вахнин. — Москва : изд. и 5 тип. Трансжелдориздата, 1935. — Переплет, 175 с. : черт.; 23х15 см.
- Аппаратура электрической сигнализации и блокировки [Текст] / Н. В. Лупал, М. И. Вахнин. — Ленинград ; Москва : Глав. ред. энергетич. лит-ры, 1935 (Л. : тип. «Кр. печатник»). — Обл., тит. л., [2], 255 с., 1 вкл. л. ил. : ил.; 23х15 см.
- Устройства СЦБ и их содержание [Текст] : Утв. УУЗ МПС в качестве учебника для трансп. втузов по специальности СЦБ. — Москва : Изд-во и 1-я тип. Трансжелдориздата, 1947. — 1 т.; 26 см; 26 см.
- Устройства СЦБ и их использование [Текст] : [Учебник для втузов ж.-д. транспорта] / Д. П. Борисов, М. И. Вахнин, А. Я. Кормилицин [и др.] ; Под общ. ред. д-ра техн. наук проф. М. И. Вахнина. — Москва : изд. и 1-я тип. Трансжелдориздата, 1948. — 416 с. : ил.; 26 см.
- Перегонные устройства СЦБ / Проф. М. И. Вахнин. — 1947. — 660 с., 3 л. черт. : ил.
- Автоматика и телемеханика в организации движения поездов на железнодорожном транспорте [Текст] : Стенограмма публичной лекции… / Проф. М. И. Вахнин. — Москва : Знание, 1957. — 24 с. : ил.; 22 см.
- Автоматика и телемеханика на перегонах [Текст] : [Учебник для ин-тов ж.-д. транспорта по специальности «Автоматика, телемеханика и связь на ж.-д. транспорте»] : [Специализация «Автоматика и телемеханика»] / М. И. Вахнин, М. И. Влодавский, В. И. Ильенков и др. ; Под общ. ред. проф. М. И. Вахнина. — Москва : Трансжелдориздат, 1957. — 434 с. : ил.; 27 см.
- Устройства СЦБ при электрической тяге переменного тока [Текст] / М. И. Вахнин, Н. Ф. Пенкин, М. А. Покровский и др. ; Под общ. ред. д-ра техн. наук проф. М. И. Вахнина. — Москва : Трансжелдориздат, 1956. — 220 с., 1 л. схем. : черт.; 23 см.
- Путевая блокировка и авторегулировка [Текст] : [Учебник для вузов ж.-д. транспорта] / М. И. Вахнин, В. И. Ильенков, Н. Ф. Котляренко, А. В. Шишляков. — Москва : Транспорт, 1966. — 376 с. : ил.; 27 см.
- Путевая блокировка и авторегулировка [Текст] : [Учебник для вузов ж.-д. транспорта] / М. И. Вахнин, В. И. Ильенков, Н. Ф. Котляренко, А. В. Шишляков ; Под ред. проф. Н. Ф. Котляренко. — 2-е изд., доп. и перераб. — Москва : Транспорт, 1974. — 416 с. : ил.; 22 см.
- Az önműködő térközbiztosító berendezés alapjai [Текст] / Vachnyin M. I. ; Fordította Elés István és dr. Jantsky Béla. — Budapest : Közlekedési kiadó, 1951. — 410 с., 2 л. ил. : ил.; 20 см.